# Gheorghe Ștefănache
Gheorghe Ștefănache (n. 2 iulie 1971) este un senator român, ales în 2024 din partea USR. 